# Bao Zhong
Bao Zhong (chinesisch 鮑忠, Pinyin Bào Zhōng; † 189) war ein General der Han-Dynastie im China des späten 2. Jahrhunderts.
Sein älterer Bruder war Bao Xin. Mit ihm gemeinsam schloss er sich der Koalition gegen den tyrannischen Dong Zhuo an, wurde aber von Hua Xiong am Sishui-Pass besiegt und getötet.
| Personendaten    | Personendaten                         |
| ---------------- | ------------------------------------- |
| NAME             | Bao, Zhong                            |
| ALTERNATIVNAMEN  | 鮑忠 (chinesisch); Bào Zhōng (Pinyin) |
| KURZBESCHREIBUNG | chinesischer General der Han-Dynastie |
| GEBURTSDATUM     | 2. Jahrhundert                        |
| GEBURTSORT       | China                                 |
| STERBEDATUM      | 189                                   |
| STERBEORT        | Sishui-Pass, China                    |